# Église Saint-Nicolas de Mondrepuis
L'église Saint-Nicolas de Mondrepuis est une église située à Mondrepuis, en France.

## Localisation
L'église est située sur la commune de Mondrepuis, dans le département de l'Aisne.